# Oligotrichum riedelianum
Oligotrichum riedelianum là một loài Rêu trong họ Polytrichaceae. Loài này được (Mont.) Mitt. mô tả khoa học đầu tiên năm 1869.